# Лев і ягня (Лайбер)
«Лев і ягня» (англ. The Lion and the Lamb) — науково-фантастична повість Фріца Лайбера, вперше опубліковане журналом «Astounding Science Fiction» в вересні 1950 року.

## Сюжет
Надсвітловий корабель «Кріт» шукав планету де переховувалися втікачі, що десятки років тому поцупили військовий корабель з боєзапасом радіоактивного пилу. Вони перейменували його на «Ґримуар» і втекли у туманність Вугільний Мішок, де заснували нетехнологічне суспільство.
Команда знайшла «Ґримуар» і первісне плем'я, яке запросило їх на св'яткування у своє селище, попросивши залишити всю техніку та зброю.
Антрополог Карл Фрідріх та капітан Фулсом прийняли запрошення, вони були раді залагодити конфлікт мирно. Але старпом Тауно Свейн підозрював у племені потаємну силу, що загрожувала не тільки команді «Крота», але і всій космічній Конфедерації. Його настороженість декілька разів мало не спровокувала кровопролиття.
На святі тубільці розважали гостей «димовими картинами» — маревами витягнутими із підсвідомості когось із своїх гостей. Чаклун, який це влаштовував, показав і деякі неприємні моменти. Гості занепокоїлися, і вождь племені Фірамтот затримав гостей до усунення небезпеки спричиненою планами гостей. Він заарештував Свейна і залишив у хижі під наглядом телепата. Однак Свейн обманув того приладом який випромінював сигнали записані із його мозку і втік у «Ґримуар», де з двома помічниками змусив його злетіти і намагався бомбардувати селище радіоактивнитм пилом.
Фірамтот попросив антрополога думати про Свейна, щоб встановити телепатичний зв'язок з ним, та змусив того до самогубства.
Після чого команда «Крота» пообіцяла племені переконати Конфедерацію не чіпати плем'я, оскільки їхні унікальні здібності можуть ще згодитись для захисту людства від можливих ворогів із космосу.